# Geokichla peronii
Geokichla peronii е вид птица от семейство Turdidae. Видът е почти застрашен от изчезване.

## Разпространение
Видът е разпространен в Индонезия и Източен Тимор.